# Férfi 100 méteres gyorsúszás az 1958-as úszó-Európa-bajnokságon
Az 1958-as úszó-Európa-bajnokságon a férfi 100 méteres gyorsúszás selejtezőit és elődöntőit augusztus 31-én tartották. A döntőt szeptember 1-én rendezték. A versenyszámban 27-en indultak. Az elődöntőben az olasz Paolo Pucci Európa-csúcsot úszott.
A magyar versenyzők közül Dobai Gyula bronzérmes lett, Vörös Sándor az elődöntőben kiesett.

## Rekordok
|            | Név         | Nemzet     | Idő  | Helyszín | Dátum            |
| ---------- | ----------- | ---------- | ---- | -------- | ---------------- |
| Világcsúcs | John Devitt | Ausztrália | 54,6 | Brisbane | 1957. január 28. |

A versenyen új rekord született:
| Európa-csúcs         | elődöntő  | Olaszország Paolo Pucci | 56,1 | Budapest, Magyarország | augusztus 31. |
| Európa-bajnoki csúcs | selejtező | Olaszország Paolo Pucci | 56,3 | Budapest, Magyarország | augusztus 31. |

## Eredmény

### Selejtezők
| Helyezés | Futam | Név                 | Nemzet             | Idő    | Megj.  |
| -------- | ----- | ------------------- | ------------------ | ------ | ------ |
| 1        | 5     | Paolo Pucci         | Olaszország        | 56,3   | Q, ECR |
| 2        | 3     | Dobai Gyula         | Magyarország       | 56,9   | Q      |
| 3        | 5     | Paul Voell          | NSZK               | 57,3   | Q      |
| 4        | 2     | Viktor Polevoj      | Szovjetunió        | 57,8   | Q      |
| 5        | 4     | Karri Käyhkö        | Finnország         | 57,9   | Q      |
| 6        | 3     | Theo Hoogveld       | Hollandia          | 58,3   | Q      |
| 7        | 4     | Vitalij Szorokin    | Szovjetunió        | 58,4   | Q      |
| 7        | 4     | Vörös Sándor        | Magyarország       | 58,4   | Q      |
| 9        | 1     | Andrzej Salamon     | Lengyelország      | 58,5   | Q      |
| 10       | 2     | Wolfgang Baumann    | NSZK               | 58,6   | Q      |
| 11       | 1     | Horst-Günter Gregor | NDK                | 58,7   | Q      |
| 12       | 4     | Hermann Willemse    | Hollandia          | 59,0   | Q      |
| 13       | 1     | Marc Kamoun         | Franciaország      | 59,1   | Q      |
| 14       | 5     | Giorgio Perondini   | Olaszország        | 59,2   | Q      |
| 15       | 3     | Neil McKechnie      | Egyesült Királyság | 59,4   | Q      |
| 16       | 2     | Per-Ola Lindberg    | Svédország         | 59,7   | Q      |
| 17       | 1     | Kurt Assmann        | NDK                | 59,7   |        |
| 18       | 3     | Gert Kölli          | Ausztria           | 59,9   |        |
| 19       | 2     | Petr Kováč          | Csehszlovákia      | 1:00,0 |        |
| 20       | 2     | Ludwik Balczyk      | Lengyelország      | 1:00,0 |        |
| 21       | 5     | Lars Krogh          | Norvégia           | 1:00,2 |        |
| 22       | 5     | Lars Larsson        | Dánia              | 1:00,6 |        |
| 23       | 5     | Manuel Guerra       | Spanyolország      | 1:00,9 |        |
| 24       | 3     | Leopoldo Rodés      | Spanyolország      | 1:01,3 |        |
| 25       | 4     | Ivica Musnjak       | Jugoszlávia        | 1:01,6 |        |
| 26       | 1     | Ünsal Fikirci       | Törökország        | 1:03,3 |        |
| 27       | 5     | René Wagner         | Luxemburg          | 1:04,7 |        |

#### Szétúszás
| Helyezés | Név              | Nemzetiség | Idő  | Megj. |
| -------- | ---------------- | ---------- | ---- | ----- |
| 1        | Per-Ola Lindberg | Svédország | 58,8 |       |
| 2        | Kurt Abmann      | NDK        | 59,5 |       |

### Elődöntők

#### Első elődöntő
| Helyezés | Pálya | Név                 | Nemzet             | Idő    | Megj. |
| -------- | ----- | ------------------- | ------------------ | ------ | ----- |
| 1        | 4     | Paolo Pucci         | Olaszország        | 56,1   | Q, ER |
| 2        | 5     | Paul Voell          | NSZK               | 58,4   | Q     |
| 3        | 3     | Karri Käyhkö        | Finnország         | 58,5   | Q     |
| 4        | 6     | Vitalij Szorokin    | Szovjetunió        | 58,6   | Q     |
| 5        | 2     | Andre Salomon       | Lengyelország      | 59,1   |       |
| 6        | 7     | Horst-Günter Gregor | NDK                | 59,2   |       |
| 7        | 1     | Marc Kamoun         | Franciaország      | 59,4   |       |
| 8        | 8     | Neil McKechnie      | Egyesült Királyság | 1:00,2 |       |

#### Második elődöntő
| Helyezés | Pálya | Név               | Nemzet       | Idő  | Megj. |
| -------- | ----- | ----------------- | ------------ | ---- | ----- |
| 1        | 5     | Viktor Polevoj    | Szovjetunió  | 57,1 | Q, ER |
| 2        | 3     | Theo Hoogveld     | Hollandia    | 57,4 | Q     |
| 3        | 4     | Dobai Gyula       | Magyarország | 57,4 | Q     |
| 4        | 3     | Wolfgang Baumann  | NSZK         | 58,5 | Q     |
| 5        | 6     | Vörös Sándor      | Magyarország | 59,0 |       |
| 6        | 1     | Giorgio Perondini | Olaszország  | 59,3 |       |
| 7        | 7     | Hermann Willemse  | Hollandia    | 59,3 |       |
| 8        | 8     | Per-Ola Lindberg  | Svédország   | 59,5 |       |

### Döntő
| Helyezés | Pálya | Név              | Nemzet       | Idő  | Megj. |
| -------- | ----- | ---------------- | ------------ | ---- | ----- |
|          | 4     | Paolo Pucci      | Olaszország  | 56,3 |       |
|          | 5     | Viktor Polevoj   | Szovjetunió  | 56,9 |       |
|          | 6     | Dobai Gyula      | Magyarország | 57,5 |       |
| 4        | 3     | Theo Hoogveld    | Hollandia    | 57,7 |       |
| 5        | 8     | Vitalij Szorokin | Szovjetunió  | 57,7 |       |
| 6        | 2     | Paul Voell       | NSZK         | 57,9 |       |
| 7        | 7     | Karri Käyhkö     | Finnország   | 58,1 |       |
| 8        | 1     | Wolfgang Baumann | NSZK         | 59,1 |       |